# Wormleysburg
Wormleysburg est un borough situé au nord-est du comté de Cumberland, en Pennsylvanie, aux États-Unis,. En 2010, il comptait une population de 3 070 habitants. Il est incorporé en mai 1916.

## Démographie
Lors du recensement de 2010, le borough comptait une population de 3 070 habitants. Elle est estimée, en 2019, à 3 316 habitants.

### Source de la traduction
- (en) Cet article est partiellement ou en totalité issu de l’article de Wikipédia en anglais intitulé « Wormleysburg, Pennsylvania » (voir la liste des auteurs).